# Pseudophilautus silus
Espèce
Synonymes
- Philautus silus Manamendra-Arachchi & Pethiyagoda, 2005

Statut de conservation UICN

 EN B1ab(iii)+2ab(iii) : En danger
Pseudophilautus silus est une espèce d'amphibiens de la famille des Rhacophoridae.

## Répartition
Cette espèce est endémique du Sri Lanka. Elle se rencontre dans le massif Central, entre 1 550 et 1 600 m d'altitude,.

## Description
Pseudophilautus silus mesure de 35 à 52 mm. Son dos est brun cendré avec deux lignes longitudinales brun foncé. Ses flancs sont jaunes avec des taches brun foncé. Son poitrail est blanc cendré pigmenté de brun pâle. Son abdomen est rouge cendré.

## Étymologie
Son nom d'espèce, du latin silus, « arrondi, camus », lui a été donné en référence à la forme de son museau.

## Publication originale
- Manamendra-Arachchi & Pethiyagoda, 2005 : The Sri Lankan shrub-frogs of the genus Philautus Gistel, 1848 (Ranidae: Rhacophorinae), with description of 27 new species. The Raffles Bulletin of Zoology, Supplement Series, no 12, p. 163-303 (texte intégral).